# 駱思恭
駱思恭，湖南永州新田县金盆圩乡骆铭孙村人。明万历中后期至天启初期的锦衣卫指挥使，在任42年，是历任锦衣卫指挥使之最。
駱家祖先骆以诚：“以诚公”“明洪武戊申任指挥千户侯”，“时随征明太祖高皇帝洪武戊申年克敌有功战阵而亡”。嘉靖朝的锦衣卫指挥使骆安：“安公，历弘治甲寅（1494年）兴献王出翊南藩，公在选获任使，多称上意，嘉靖登极，念藩邸旧勋，锦衣卫都指挥使掌印务”。明首辅《高拱文集》中的《骆安墓志铭》详细记载了其家族来历。骆安之子骆椿“袭父爵锦衣卫指挥佥事”。駱思恭为骆椿之子。
万历十年张居正病逝，万历皇帝清算张居正势力，锦衣卫指挥使刘守有被弹劾罢官去职。駱思恭继任，为太子太保。直至天启四年被魏忠贤亲信田尔耕接掌锦衣卫。任内，发生了万历三大征，锦衣卫负责对外作战刺探情报、传递信息、直接参与作战等。